# Декейтер Тауншип (округ Клірфілд, Пенсільванія)
Декейтер Тауншип (англ. Decatur Township) — селище (англ. township) в США, в окрузі Клірфілд штату Пенсільванія. Населення — 4558 осіб (2020).

## Демографія
Згідно з переписом 2010 року, у селищі мешкало 4548 осіб у 1278 домогосподарствах у складі 907 родин. Було 1425 помешкань
Расовий склад населення:
| - 79,7 % — білих - 7,1 % — чорних або афроамериканців - 1,9 % — азіатів - 0,5 % — корінних американців - 6,2 % — осіб інших рас |

До двох чи більше рас належало 4,5 %. Частка іспаномовних становила 24,8 % від усіх жителів.
За віковим діапазоном населення розподілялося таким чином: 13,3 % — особи молодші 18 років, 74,0 % — особи у віці 18—64 років, 12,7 % — особи у віці 65 років та старші. Медіана віку мешканця становила 41,9 року. На 100 осіб жіночої статі у селищі припадало 190,4 чоловіків;  на 100 жінок у віці від 18 років та старших — 209,7 чоловіків також старших 18 років.
Середній дохід на одне домашнє господарство  становив 49 831 долар США (медіана — 40 625), а середній дохід на одну сім'ю — 54 602 долари (медіана — 44 598). Медіана доходів становила 35 100 доларів для чоловіків та 32 780 доларів для жінок. За межею бідності перебувало 14,1 % осіб, у тому числі 24,1 % дітей у віці до 18 років та 29,1 % осіб у віці 65 років та старших.
Цивільне працевлаштоване населення становило 1486 осіб. Основні галузі зайнятості: освіта, охорона здоров'я та соціальна допомога — 31,6 %, роздрібна торгівля — 17,8 %, публічна адміністрація — 8,7 %, мистецтво, розваги та відпочинок — 7,5 %.